# Neoamerioppia africana
Neoamerioppia africana är en kvalsterart som först beskrevs av Kok 1967.  Neoamerioppia africana ingår i släktet Neoamerioppia och familjen Oppiidae. Inga underarter finns listade i Catalogue of Life.